# Kanadas Grand Prix 1983
Kanadas Grand Prix 1983 var det åttonde av 15 lopp ingående i formel 1-VM 1983. 

## Resultat
1. René Arnoux, Ferrari, 9 poäng
2. Eddie Cheever, Renault, 6
3. Patrick Tambay, Ferrari, 4
4. Keke Rosberg, Williams-Ford, 3
5. Alain Prost, Renault, 2
6. John Watson, McLaren-Ford, 1
7. Thierry Boutsen, Arrows-Ford
8. Michele Alboreto, Tyrrell-Ford
9. Manfred Winkelhock, ATS-BMW
10. Mauro Baldi, Alfa Romeo

### Förare som bröt loppet
- Riccardo Patrese, Brabham-BMW (varv 56, växellåda)
- Derek Warwick, Toleman-Hart (47, turbo)
- Bruno Giacomelli, Toleman-Hart (43, motor)
- Nigel Mansell, Lotus-Ford (43 Handling
- Andrea de Cesaris, Alfa Romeo (42, motor)
- Jacques Laffite, Williams-Ford (37, växellåda)
- Raul Boesel, Ligier-Ford (32, bakaxel)
- Roberto Guerrero, Theodore-Ford (27, motor)
- Corrado Fabi, Osella-Ford (26, motor)
- Johnny Cecotto, Theodore-Ford (17, differential)
- Nelson Piquet, Brabham-BMW (15, gasspjäll)
- Niki Lauda, McLaren-Ford (11 , snurrade av)
- Elio de Angelis, Lotus-Renault (1, gasspjäll)
- Marc Surer, Arrows-Ford (14, transmission)
- Jean-Pierre Jarier, Ligier-Ford (0, växellåda)

### Förare som diskvalificerades
- Danny Sullivan, Tyrrell-Ford (varv 68)

### Förare som ej kvalificerade sig
- Jacques Villeneuve Sr, RAM-Ford
- Piercarlo Ghinzani, Osella-Alfa Romeo